# Idolator (canción)
«Idolator» —en castellano: «Idólatra»— es un tema interpretado por la banda alemana de heavy metal Axxis.  Fue escrita por Bernhard Weiss, Harry Oellers, Walter Pietsch y Keith Olsen.  Apareció por primera ocasión en el disco Matters of Survival, lanzado por la discográfica EMI Electrola en 1995.

## Descripción
La canción se publicó como sencillo en 1995 en formato de disco compacto,   siendo el único de Matters of Survival. La producción de este CD corrió a cargo de Keith Olsen.  En este sencillo se incluyó también la melodía «All My Life» —traducido del inglés: «Toda mi vida»—, compuesta por Weiss.

## Lista de canciones
| N.º  | Título        | Escritor(es)                                                  | Duración |  |
| 1.   | «Idolator»    | Bernhard Weiss / Walter Pietsch / Harry Oellers / Keith Olsen | 4:10     |  |
| 2.   | «All My Life» | Bernhard Weiss                                                | 3:19     |  |
| 7:29 |               |                                                               |          |  |

## Créditos
- Bernhard Weiss — voz.
- Walter Pietsch — guitarra.
- Harry Oellers — teclados.
- Markus Gfeller — bajo.
- Richard Michalski — batería.